# شهرستان داو
شهرستان داو (به لاتین: Dao County) یک منطقهٔ مسکونی در چین است که در یونگژو واقع شده‌است. شهرستان داو ۲٬۴۴۱٫۰۳ کیلومتر مربع مساحت و ۶۰۵٬۷۹۹ نفر جمعیت دارد.